# Slätgrund (Vårdö, Åland)
Slätgrund är en ö i Åland (Finland). Den ligger i Skärgårdshavet och i kommunen Vårdö i landskapet Åland, i den sydvästra delen av landet. Ön ligger omkring 23 kilometer öster om Mariehamn och omkring 250 kilometer väster om Helsingfors.
Öns area är 3 hektar och dess största längd är 260 meter i sydväst-nordöstlig riktning.